# Sergei Alexandrowitsch Kondraschow
Sergei Alexandrowitsch Kondraschow (russisch Сергей Александрович Кондрашев; * 1. März 1923 in Sergijew; † 22. September 2007) war ein sowjetischer Generalleutnant und Geheimdienstmitarbeiter.
Nach seinem Schulabschluss studierte Kondraschow ab 1940 am Institut für Luftfahrt in Moskau. Von 1944 bis 1947 war er als Übersetzer bei der Unionsgesellschaft für Kulturbeziehungen mit dem Ausland tätig und arbeitete zugleich für das Ministerium für Staatssicherheit der UdSSR. Ab 1947 wurde Kondraschow Mitarbeiter der Spionageabwehr und war dort zuletzt stellvertretender Leiter der Amerika-Abteilung. Im Jahr 1951 wechselte er zur Auslandsaufklärung und war dort bis 1953 stellvertretender Leiter der England-Abteilung. Von 1953 bis 1955 war Kondraschow unter der Tarnung eines 1. Botschaftssekretärs an der Botschaft der Sowjetunion in London der Verbindungsoffizier des inzwischen in KGB umbenannten sowjetischen Geheimdienstes zu dem Agenten George Blake. Anschließend leitete er bis 1957 die Deutschland-Abteilung der  Ersten Hauptverwaltung des KGB (PGU) und war danach fünf Jahre stellvertretender Resident des KGB in Wien. Für kurze Zeit war Kondraschow 1962/63 stellvertretender Leiter der Abteilung für Desinformation des KGB, um anschließend von 1963 bis 1966 wieder die Leitung der Deutschland-Abteilung der PGU zu übernehmen. In den Jahren 1966/67 folgte ein Einsatz als Agent in der Bundesrepublik Deutschland. 1968 wurde er zum Leiter der Verwaltung für illegale Aufklärung der PGU ernannt. Später war er stellvertretender Leiter der Auslandsaufklärung. Im Jahr 1992 erfolgte seine Pensionierung, nach der er sich als Historiker betätigte. Er starb 2007 und wurde auf dem Kunzewoer Friedhof in Moskau begraben.

## Veröffentlichungen
- (mit George Bailey und David E. Murphy): Battleground Berlin. CIA vs. KGB in the Cold War. Yale University Press, New Haven 1997.
  - deutsche Erstausgabe: George Bailey, Sergej A. Kondraschow, David E. Murphy: Die unsichtbare Front. Der Krieg der Geheimdienste im geteilten Berlin. Propyläen, Berlin 1997, ISBN 3-549-05603-6).
- Stärken und Schwächen der sowjetischen Nachrichtendienste, insbesondere in bezug auf Deutschland in der Nachkriegszeit. In: Wolfgang Krieger, Jürgen Weber (Hrsg.): Spionage für den Frieden? Olzog, München / Landsberg a. L. 1997, ISBN 3-7892-9280-X, S. 145–153.
- Richard Sorge und seine Gruppe. In: Heiner Timmermann u. a. (Hrsg.): Spionage, Ideologie, Mythos – der Fall Richard Sorge. LIT Verlag, Münster 2005, ISBN 3-8258-7547-4, S. 125–149.